# Vadaspark megállóhely
Vadaspark megállóhely a Széchenyi-hegyi Gyermekvasút egyik volt megállóhelye. Nevét a Budakeszi Vadasparkról kapta. A menetrend szerinti személyvonatok a megállóhelyen mindig is csak feltételesen, igény esetén álltak meg, egy ideje pedig a megálló már nem is szerepel a vonal menetrendjében.

## Kapcsolódó állomások
A megállóhelyhez az alábbi állomások vannak a legközelebb:
- Szépjuhászné vasútállomás (Hűvösvölgy vasútállomás, Gyermekvasút)
- Jánoshegy vasútállomás (Széchenyihegy vasútállomás, Gyermekvasút)

## Megközelítés tömegközlekedéssel
A buszok a Budakeszi úton közlekednek, az Országos Korányi Intézet megállótól rövid sétával érhető el a vasútállomás.
- Autóbusz:  22, 22A, 222
- Helyközi autóbusz:  781, 782, 783, 784, 785, 786, 787, 789, 791, 793, 794, 795
- Éjszakai autóbusz:  922